# Victor Osimhen
Victor Osimhen, né le 29 décembre 1998 à Lagos en Nigeria, est un footballeur international nigérian qui évolue au poste d'avant-centre au Galatasaray SK.

## Biographie

### Formation et arrivée en Europe
Victor Osimhen commence sa carrière de footballeur à l'Ultimate Strikers Academy, club basé à Lagos, sa ville natale. En 2015, ses performances lors de la Coupe du monde des moins de 17 ans attirent les regards des clubs européens et il signe un pré-contrat[Quoi ?] avec le VfL Wolfsburg en janvier 2016. Il rejoint officiellement le club allemand en janvier 2017.
Le 5 janvier 2017, il signe officiellement son contrat avec Wolfsburg jusqu'en juin 2020. Blessé à son arrivée, il fait ses débuts sous ses nouvelles couleurs le 13 mai face au Borussia Mönchengladbach en entrant en jeu à la 59e minute. La saison 2017-18 est compliquée, son temps de jeu est limité à cause de la concurrence en attaque (Bas Dost, Mario Gómez ou Divock Origi), il ne participe qu'à 12 rencontres de championnat.

### Prêt au Sporting de Charleroi
En août 2018, Wolfsburg le prête pour une saison avec option d'achat au Sporting de Charleroi, club évoluant en Division 1A belge. Dans ce club, Victor Osimhen réalise une excellente saison et termine à la troisième place dans le classement des meilleurs buteurs du championnat avec 12 réalisations en saison régulière et 7 autres buts lors des play-offs. En mai 2019, Charleroi lève l'option d'achat sur le joueur avant de le vendre au LOSC Lille.

### LOSC Lille

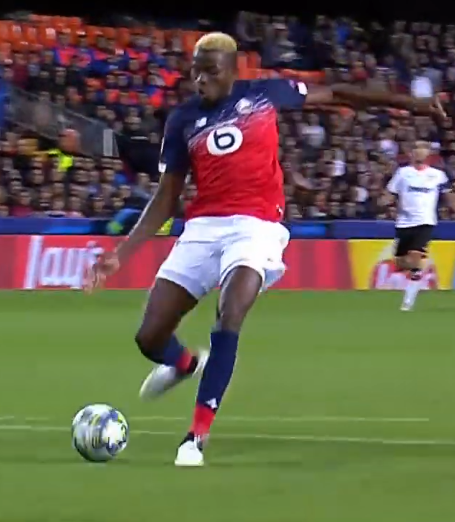
Victor Osimhen marquant un but pour le LOSC Lille contre le Valencia CF lors d'un match d'UEFA Champions League le 5 novembre 2019

Le 1er août 2019, il est transféré au LOSC Lille pour un montant estimé à 12 millions d'euros. Pour son premier match, il est titulaire en attaque avec le LOSC et marque deux buts offrant la victoire face au FC Nantes.
Lors de la 3e journée de championnat, il confirme son excellent début de saison en inscrivant un nouveau doublé contre l'AS Saint-Étienne (3-0). Après avoir fait ses débuts en Ligue des champions sur le terrain de la Johan Cruyff Arena (défaite 3-0), il marque lors de la 2e journée de la phase de groupes contre Chelsea (défaite 1-2). L'attaquant inscrit un nouveau but lors de la 4e journée, en ouvrant le score à Mestalla (défaite 4-1). Alors que le championnat est arrêté à dix journées de la fin pour cause de la pandémie de Covid-19, le Nigérian termine 4e meilleur buteur, ex æquo avec le Brésilien Neymar (13 buts).

### SSC Naples

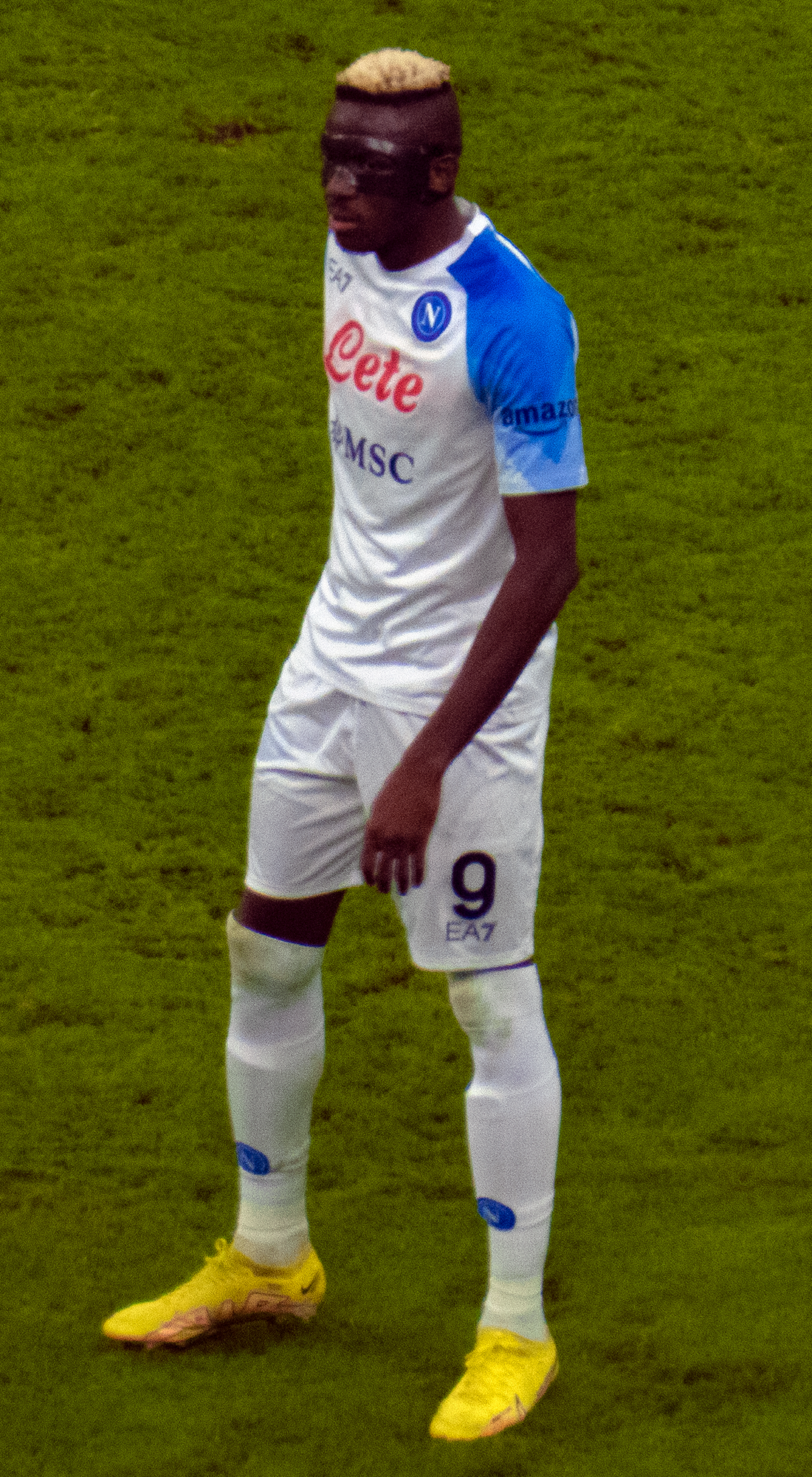

Le 31 juillet 2020, Victor Osimhen signe un contrat de cinq ans en faveur du SSC Naples. Le montant du transfert est estimé à 75 millions d'euros. Il joue son premier match sous ses nouvelles couleurs le 20 septembre 2020 face au Parme Calcio, lors de la première journée de la saison 2020-2021 de Serie A. Il entre en jeu à la place de Diego Demme et son équipe s'impose par deux buts à zéro ce jour-là. Le 17 octobre 2020, il inscrit son premier but pour Naples, lors de la victoire en championnat face à l'Atalanta Bergame (4-1). La saison suivante, il inscrit 14 buts en Série A finissant dans les meilleurs buteurs.
Le 4 mai 2023, Victor Osimhen marque le 22e but de sa saison en Serie A, offrant au passage le point du titre au SSC Naples face à l'Udinese Calcio (1-1). Il s'agit là de son premier titre majeur avec une équipe professionnelle. Il a été nommé pour le prix The Best – Joueur de la FIFA. Ce dernier est élu joueur africain de l'année en 2023. Le 23 décembre 2023, il prolonge son contrat jusqu’en 2026.

### Prêt au Galatasaray SK
Au cours du mercato estival 2024, les spéculations allaient bon train quant au fait que Victor Osimhen allait quitter le Napoli, car des rumeurs annonçaient l'attaquant avec des clubs tels qu'Al-Ahli, Chelsea et le Paris SG,.  Le 30 août suivant, il a été rapporté qu'Osimhen s'était mis d'accord avec le club saoudien d'Al-Ahli, mais l'accord n'a pas abouti après que Naples a modifié le prix demandé pour le transfert du joueur.  Au lieu de cela, Al-Ahli a finalement recruter l'attaquant de Brentford Ivan Toney. Le lendemain, Osimhen est exclu de l'équipe première de Naples pour la saison de Serie A, et se voit dans le même temps son numéro lui être retiré et donné à la nouvelle recrue, Romelu Lukaku.
Le 3 septembre 2024, le club turc de Süper Lig du Galatasaray annonce avoir entamé des négociations afin d'acquérir Osimhen en prêt jusqu'à la fin de la saison. Le lendemain, Galatasaray a annoncé la signature en prêt de Victor Osimhen.
Le 14 septembre 2024, il fait ses débuts officiels avec sa nouvelle équipe lors de la rencontre face à Çaykur Rizespor, remporté sur le score de 5-0 par Galatasaray, et il délivre une passe décisive sur le but inscrit par Abdülkerim Bardakcı. Le 21 septembre suivant, il fait ses débuts en tant que titulaire à l'occasion du derby 
lors du match contre Fenerbahçe SK, remporté à l'extérieur par sa formation sur le score de 1-3, et il est l'auteur d'une nouvelle passe décisive sur le but inscrit par Dries Mertens. Le 28 septembre, il inscrit ses premiers buts pour le club, étant l'auteur d'un doublé,  lors du match face à Kasımpaşa SK, qui se solde par un match nul 3-3.

### Galatasaray SK (2025-)
Le 30 juillet 2025, Osimhen rejoint définitivement le Galatasaray SK pour 75 millions d’euros.

### En équipe nationale
Avec les moins de 17 ans, il participe à la Coupe d'Afrique des nations des moins de 17 ans en 2015. Lors de cette compétition, il joue quatre matchs. Il inscrit un but contre la Guinée, lors du match pour la troisième place.
Il dispute ensuite quelques mois plus tard la Coupe du monde des moins de 17 ans organisée au Chili. Lors du mondial junior, il joue sept matchs, inscrivant un total de dix buts, ce qui fait de lui le meilleur buteur de la compétition. Il réussit la performance d'inscrire au moins un but à chaque match. Il marque notamment un doublé contre le Chili en phase de groupe, et un triplé en huitièmes de finale face à l'Australie. Il délivre également deux passes décisives lors de cette compétition. Le Nigeria remporte le tournoi en battant le Mali en finale.
La même année, avec les moins de 23 ans, il participe à la Coupe d'Afrique des nations des moins de 23 ans, en étant surclassé. Lors de cette compétition, il joue trois matchs, sans inscrire de but. Le Nigeria remporte la compétition en battant l'Algérie en finale.
Il joue son premier match en équipe du Nigeria le 10 juin 2017, contre l'Afrique du Sud. Ce match perdu 0-2 entre dans le cadre des éliminatoires de la Coupe d'Afrique des nations 2019. Il ne rentre vraiment dans la sélection que pendant la préparation à la CAN 2019. Le 10 septembre 2019, Victor Osimhen marque son premier but, sur penalty, lors d'un match amical face à l'Ukraine (2-2). Le 9 juin 2019, il fait partie des 23 joueurs convoqués pour disputer la Coupe d'Afrique des nations 2019. Cependant, il est peu utilisé durant le tournoi, ne disputant que 45 minutes de jeu pour briller. Les nigérians termineront le tournoi en obtenant une troisième place lors d'une rencontre gagnée face à la Tunisie (1-0).
Victor Osimhen trouve une place de titulaire lors des éliminatoires à la CAN 2021. Il inscrit le but égalisateur contre le Bénin et réalise surtout une brillante performance contre le Lesotho en inscrivant 2 buts et en délivrant 2 passes décisives dans la victoire 4-2 des siens en montrant une grande envie.
Le 13 juin 2022, lors d'un match de qualification pour la CAN 2023 face à Sao Tomé-et-Principe, il réalise le premier quadruplé de sa carrière en match officiel, contribuant ainsi grandement à la plus large victoire (0-10) de l'histoire de la sélection nigériane.
Le 29 décembre 2023, il est retenu dans la liste des vingt-cinq joueurs nigérians sélectionnés par José Peseiro pour disputer la Coupe d'Afrique des nations 2023.

## Statistiques

### Statistiques détaillées
| Saison                | Club                         | Championnat           | Championnat | Championnat | Championnat | Coupe nationale | Coupe nationale | Coupe nationale | Coupe de la Ligue | Coupe de la Ligue | Coupe de la Ligue | Compétition(s) continentale(s) | Compétition(s) continentale(s) | Compétition(s) continentale(s) | Compétition(s) continentale(s) | Barrages | Barrages | Barrages | Total | Total | Total |
| Saison                | Club                         | Division              | M.          | B.          | P.d.        | M.              | B.              | P.d.            | M.                | B.                | P.d.              | Comp.                          | M.                             | B.                             | P.d.                           | M.       | B.       | P.d.     | M.    | B.    | P.d.  |
| 2016-2017             | VfL Wolfsburg                | Bundesliga            | 2           | 0           | 0           | -               | -               | -               | -                 | -                 | -                 | -                              | -                              | -                              | -                              | 1        | 0        | 0        | 3     | 0     | 0     |
| 2017-2018             | VfL Wolfsburg                | Bundesliga            | 12          | 0           | 0           | 1               | 0               | 0               | -                 | -                 | -                 | -                              | -                              | -                              | -                              | -        | -        | -        | 13    | 0     | 0     |
| Sous-total            | Sous-total                   | Sous-total            | 14          | 0           | 0           | 1               | 0               | 0               | -                 | -                 | -                 | -                              | -                              | -                              | -                              | 1        | 0        | 0        | 16    | 0     | 0     |
| 2018-2019             | Sporting de Charleroi (prêt) | Jupiler Pro League    | 25          | 12          | 2           | 2               | 1               | 0               | -                 | -                 | -                 | -                              | -                              | -                              | -                              | 9        | 7        | 1        | 36    | 20    | 3     |
| 2019-2020             | LOSC Lille                   | Ligue 1               | 27          | 13          | 4           | 3               | 1               | 0               | 3                 | 2                 | 1                 | C1                             | 5                              | 2                              | 0                              | -        | -        | -        | 38    | 18    | 5     |
| 2020-2021             | SSC Naples                   | Serie A               | 24          | 10          | 3           | 3               | 0               | 0               | -                 | -                 | -                 | C3                             | 3                              | 0                              | 0                              | -        | -        | -        | 30    | 10    | 3     |
| 2021-2022             | SSC Naples                   | Serie A               | 27          | 14          | 1           | 0               | 0               | 0               | -                 | -                 | -                 | C3                             | 5                              | 4                              | 0                              | -        | -        | -        | 32    | 18    | 1     |
| 2022-2023             | SSC Naples                   | Serie A               | 32          | 26          | 3           | 1               | 0               | 0               | -                 | -                 | -                 | C1                             | 6                              | 5                              | 0                              | -        | -        | -        | 39    | 31    | 3     |
| 2023-2024             | SSC Naples                   | Serie A               | 25          | 15          | 3           | 1               | 0               | 0               | -                 | -                 | -                 | C1                             | 6                              | 2                              | 1                              | -        | -        | -        | 32    | 17    | 4     |
| Sous-total            | Sous-total                   | Sous-total            | 108         | 65          | 10          | 5               | 0               | 0               | -                 | -                 | -                 | -                              | 20                             | 11                             | 1                              | -        | -        | -        | 133   | 76    | 11    |
| 2024-2025             | Galatasaray SK (prêt)        | Süper Lig             | 28          | 24          | 5           | 3               | 3               | 0               | -                 | -                 | -                 | C3                             | 7                              | 6                              | 1                              | -        | -        | -        | 38    | 33    | 6     |
| Total sur la carrière | Total sur la carrière        | Total sur la carrière | 202         | 114         | 21          | 14              | 5               | 0               | 3                 | 2                 | 0                 | -                              | 32                             | 19                             | 2                              | 10       | 7        | 1        | 261   | 147   | 24    |

### En sélection nationale
| Saison                | Sélection             | Phases finales        | Phases finales | Phases finales | Phases finales | Éliminatoires | Éliminatoires | Éliminatoires | Matchs amicaux | Matchs amicaux | Matchs amicaux | Total | Total | Total |
| Saison                | Sélection             | Compétition           | M              | B              | Pd             | M             | B             | Pd            | M              | B              | Pd             | M     | B     | Pd    |
| --------------------- | --------------------- | --------------------- | -------------- | -------------- | -------------- | ------------- | ------------- | ------------- | -------------- | -------------- | -------------- | ----- | ----- | ----- |
| 2016-2017             | Nigéria               | -                     | -              | -              | -              | 1             | 0             | 0             | 1              | 0              | 0              | 2     | 0     | 0     |
| 2018-2019             | Nigéria               | CAN 2019              | 1              | 0              | 0              | -             | -             | -             | 3              | 0              | 0              | 4     | 0     | 0     |
| 2019-2020             | Nigéria               | -                     | -              | -              | -              | 2             | 3             | 2             | 2              | 1              | 0              | 4     | 4     | 2     |
| 2020-2021             | Nigéria               | -                     | -              | -              | -              | 3             | 2             | 4             | -              | -              | -              | 3     | 2     | 4     |
| 2021-2022             | Nigéria               | -                     | -              | -              | -              | 10            | 9             | 2             | -              | -              | -              | 10    | 9     | 2     |
| 2022-2023             | Nigéria               | -                     | -              | -              | -              | 3             | 2             | 0             | -              | -              | -              | 3     | 2     | 0     |
| 2023-2024             | Nigéria               | CAN 2023              | 7              | 1              | 3              | 1             | 3             | 0             | 1              | 0              | 0              | 9     | 4     | 3     |
| 2024-2025             | Nigéria               | -                     | -              | -              | -              | 6             | 5             | 0             | -              | -              | -              | 6     | 5     | 0     |
| Total sur la carrière | Total sur la carrière | Total sur la carrière | 8              | 1              | 3              | 26            | 24            | 8             | 7              | 1              | 0              | 41    | 26    | 11    |

### Buts internationaux
| 0  | Date              | Sél. | Lieu                                                      | Résultat | Adversaire           | Compétition                       | Détail | Détail | Détail |
| -- | ----------------- | ---- | --------------------------------------------------------- | -------- | -------------------- | --------------------------------- | ------ | ------ | ------ |
| 1  | 10 septembre 2019 | 7    | Dnipro Arena, Dnipro, Ukraine                             | 2-2      | Ukraine              | Match amical                      | 34e    | s.p    | 0-2    |
| 2  | 13 novembre 2019  | 9    | Godswill Akpabio International Stadium, Uyo, Nigeria      | 2-1      | Bénin                | Qualification CAN 2021            | 45+1e  | s.p    | 1-1    |
| 3  | 17 septembre 2019 | 10   | Setsoto Stadium, Maseru, Lesotho                          | 2-4      | Lesotho              | Qualification CAN 2021            | 75e    |        | 1-3    |
| 4  | 17 septembre 2019 | 10   | Setsoto Stadium, Maseru, Lesotho                          | 2-4      | Lesotho              | Qualification CAN 2021            | 84e    |        | 1-4    |
| 5  | 13 novembre 2020  | 11   | Samuel Ogbemudia-Stadium, Benin City, Nigeria             | 4-4      | Sierra Leone         | Qualification CAN 2021            | 21e    |        | 2-0    |
| 6  | 30 mars 2021      | 13   | Abuja Stadium, Abeokuta, Nigeria                          | 3-0      | Lesotho              | Qualification CAN 2021            | 23e    |        | 1-0    |
| 7  | 7 septembre 2021  | 15   | Estádio Nacional de Cabo Verde, Praia, Cap-Vert           | 1-2      | Cap-Vert             | Qualification Coupe du Monde 2022 | 30e    |        | 1-1    |
| 8  | 10 octobre 2021   | 17   | Complexe sportif Barthélemy Boganda, Bangui, Centrafrique | 0-2      | Centrafrique         | Qualification Coupe du Monde 2022 | 45+1e  |        | 0-2    |
| 9  | 13 novembre 2021  | 18   | Stade Ibn Batouta, Tanger, Maroc                          | 0-2      | Liberia              | Qualification Coupe du Monde 2022 | 15e    | s.p    | 0-1    |
| 10 | 16 novembre 2021  | 19   | Teslim Balogun Stadium, Lagos, Nigeria                    | 1-1      | Cap-Vert             | Qualification Coupe du Monde 2022 | 1re    |        | 1-0    |
| 11 | 9 juin 2022       | 22   | Abuja Stadium, Abeokuta, Nigeria                          | 2-1      | Sierra Leone         | Qualification CAN 2023            | 41e    |        | 2-1    |
| 12 | 13 juin 2022      | 23   | Stade Adrar, Agadir, Maroc                                | 0-10     | Sao Tomé-et-Principe | Qualification CAN 2023            | 9e     |        | 0-1    |
| 13 | 13 juin 2022      | 23   | Stade Adrar, Agadir, Maroc                                | 0-10     | Sao Tomé-et-Principe | Qualification CAN 2023            | 48e    |        | 0-4    |
| 14 | 13 juin 2022      | 23   | Stade Adrar, Agadir, Maroc                                | 0-10     | Sao Tomé-et-Principe | Qualification CAN 2023            | 65e    |        | 0-8    |
| 15 | 13 juin 2022      | 23   | Stade Adrar, Agadir, Maroc                                | 0-10     | Sao Tomé-et-Principe | Qualification CAN 2023            | 84e    |        | 0-9    |
| 16 | 18 juin 2023      | 26   | Samuel Kanyon Doe Sports Complex, Monrovia, Libéria       | 2-3      | Sierra Leone         | Qualification CAN 2023            | 19e    |        | 0-1    |
| 17 | 18 juin 2023      | 26   | Samuel Kanyon Doe Sports Complex, Monrovia, Libéria       | 2-3      | Sierra Leone         | Qualification CAN 2023            | 32e    |        | 0-2    |
| 18 | 10 septembre 2023 | 27   | Godswill Akpabio International Stadium, Uyo, Nigeria      | 6-0      | Sao Tomé-et-Principe | Qualification CAN 2023            | 9e     |        | 1-0    |
| 19 | 10 septembre 2023 | 27   | Godswill Akpabio International Stadium, Uyo, Nigeria      | 6-0      | Sao Tomé-et-Principe | Qualification CAN 2023            | 69e    | s.p    | 4-0    |
| 20 | 10 septembre 2023 | 27   | Godswill Akpabio International Stadium, Uyo, Nigeria      | 6-0      | Sao Tomé-et-Principe | Qualification CAN 2023            | 79e    |        | 5-0    |
| 21 | 14 janvier 2024   | 29   | Stade Olympique Alassane Ouattara, Ébimpé, Côte d'Ivoire  | 1-1      | Guinée équatoriale   | CAN 2023                          | 38e    |        | 1-1    |
| 22 | 7 septembre 2024  | 36   | Godswill Akpabio International Stadium, Uyo, Nigeria      | 3-0      | Bénin                | Qualification CAN 2025            | 78e    |        | 2-0    |
| 23 | 14 novembre 2024  | 38   | Stade de l'Amitié, Cotonou, Bénin                         | 1-1      | Bénin                | Qualification CAN 2025            | 81e    |        | 1-1    |
| 24 | 21 mars 2025      | 40   | Stade Amahoro, Kigali, Rwanda                             | 0-2      | Rwanda               | Qualification Coupe du Monde 2026 | 11e    |        | 0-1    |
| 25 | 21 mars 2025      | 40   | Stade Amahoro, Kigali, Rwanda                             | 0-2      | Rwanda               | Qualification Coupe du Monde 2026 | 45+3e  |        | 0-2    |
| 26 | 25 mars 2025      | 41   | Abuja Stadium, Abuja, Nigeria                             | 1-1      | Zimbabwe             | Qualification Coupe du Monde 2026 | 74e    |        | 1-0    |

## Palmarès

### En club
SSC Napoli
- Championnat d'Italie de football (1)
  - Champion en 2023

### En sélection
Nigeria -17 ans
- Coupe du monde des moins de 17 ans (1)
  - Vainqueur en 2015

 Nigeria -23 ans
- Coupe d'Afrique des nations des moins de 23 ans (1)
  - Vainqueur en 2015

 Nigeria
- Coupe d'Afrique des nations (0)
  - Finaliste en 2023

## Distinctions personnelles
- Meilleur buteur de la Coupe d'Afrique des nations de football des moins de 17 ans 2015[34].
- Soulier d'or de la Coupe du monde des moins de 17 ans 2015.
- Ballon d'argent de la Coupe du monde des moins de 17 ans 2015.
- Élu meilleur jeune joueur de l’année 2015 par la Confédération africaine de football[5].
- Élu meilleur joueur de Ligue 1 par l'UNFP pour le mois de septembre 2019.
- Prix Marc-Vivien-Foé du meilleur joueur africain de Ligue 1 2019-2020.
- Élu footballeur nigérian de l'année en 2020 et en 2021.
- Élu attaquant nigérian de l'année en 2020 et en 2021.
- Élu meilleur jeune joueur de Serie A 2021-2022.
- Élu joueur du mois de mars 2022 et janvier 2023 en Serie A.
- Élu joueur émergent de l'année 2022 aux Globe Soccer Awards.
- Élu meilleur athlète étranger de l'année 2022 en Italie par l'association Stampa Estera.
- Élu meilleur attaquant de Serie A 2022-2023.
- Meilleur buteur de Serie A lors de la saison 2022-2023.
- 8e au Ballon d'or 2023[35].
- Joueur africain de l'année en 2023[36].